# Nickel-Lithium-Akkumulator
Der Nickel-Lithium-Akkumulator wurde im Jahr 2009 am japanischen National Institute of Advanced Industrial Science and Technology (AIST) entwickelt. Dieser  Akkumulator hat mit über 900 Wh/kg eine etwa 3,5-mal höhere Energiedichte als die bislang besten herkömmlichen Lithium-Ionen-Akkumulatoren.

## Aufbau und Eigenschaften
Der Nickel-Lithium-Akkumulator vereint die besten Eigenschaften von Nickel-Metallhydrid-Akkumulatoren und Lithium-Ionen-Akkumulatoren und war deshalb schon seit längerer Zeit Gegenstand intensiver Erforschung. Dem Erfolg standen bislang die unterschiedlichen und inkompatiblen Anforderungen an Elektrolyten entgegen. Für Lithium wird ein wasserfreier organischer Elektrolyt benötigt, da Lithium andernfalls unter heftiger Wärmefreisetzung mit Wasser reagiert. Nickel beziehungsweise Ni(OH)2 hingegen verlangt nach einem wässrigen Elektrolyten. Mit einer neu entwickelten, als LISICON bezeichneten glaskeramischen Membran wurde es möglich, für jede Elektrode den geeigneten Elektrolyten bereitzustellen, ohne dass sich die Elektrolyten vermischen.
Bei einem Prototyp lag die Zellspannung bei 3,47 Volt und die Speicherkapazität betrug 264 Ah/kg. Die Energiedichte lag damit bei 916 Wh/kg.